# D'Aguilar
D'Aguilar är en del av en befolkad plats i Australien. Den ligger i kommunen Moreton Bay och delstaten Queensland, omkring 58 kilometer nordväst om delstatshuvudstaden Brisbane. Antalet invånare är 1 094.
Närmaste större samhälle är Caboolture, omkring 19 kilometer sydost om D'Aguilar. 
I omgivningarna runt D'Aguilar växer i huvudsak städsegrön lövskog. Runt D'Aguilar är det ganska glesbefolkat, med 32 invånare per kvadratkilometer. Genomsnittlig årsnederbörd är 1 222 millimeter. Den regnigaste månaden är januari, med i genomsnitt 252 mm nederbörd, och den torraste är september, med 30 mm nederbörd.